# Dactylorhiza prochazkana
Dactylorhiza prochazkana là một loài thực vật có hoa trong họ Lan. Loài này được Businský mô tả khoa học đầu tiên năm 1989.